# Anolis podocarpus
Anolis podocarpus — вид ігуаноподібних ящірок родини анолісових (Dactyloidae). Ендемік Еквадору.

## Поширення і екологія
Anolis podocarpus мешкають в басейнах річок Самора і Мачінаса в Національному парку Подокарпус в Еквадорських Андах. Вони живуть в гірських тропічних лісах і хмарних лісах, на висоті від 1550 до 1900 м над рівнем моря.

## Збереження
МСОП класифікує цей вид як вразливий. Anolis podocarpus загрожує знищення природного середовища.